# DB Projekt Stuttgart–Ulm
Die DB Projekt Stuttgart–Ulm GmbH (Abkürzung DB PSU) ist eine Projektgesellschaft der Deutschen Bahn für das Bahnprojekt Stuttgart–Ulm (Stuttgart 21 und Schnellfahrstrecke Wendlingen–Ulm). Das Unternehmen mit Sitz in Stuttgart wurde am 24. Juli 2013 ins Handelsregister eingetragen und steuert seit dem 1. September 2013 den Bau von Stuttgart 21. Das Unternehmen ist ferner mit der Konzeption und Steuerung der Infrastruktur des Digitalen Knotens Stuttgart beauftragt, der bis etwa 2030 realisiert werden soll.

## Zweck und Struktur
Mit der Projektgesellschaft sollen Prozesse gestrafft, Entscheidungsabläufe, Risikomanagement und die Interaktion mit den Projektpartnern verbessert werden. Die veränderte Projektstruktur soll auch mehr Effizienz bringen. Das Projekt soll für beide Großprojekte auch die Budgetverantwortung übernehmen. Das Unternehmen soll direkt an den Konzernvorstand für Infrastruktur berichten. Die Gründung der Projektgesellschaft geht auf eine Empfehlung der Unternehmensberatung McKinsey und einer Wirtschaftsprüfungsgesellschaft zurück.
Ende Juni 2013 wurde die Besetzung der vierköpfigen Geschäftsführung bekannt. Zum 1. August 2013 sollte der Wirtschaftsingenieur Manfred Leger zum Vorsitzenden bestellt werden. Der bisherige Gesamtprojektleiter, Stefan Penn, sollte die Verantwortung für die operative Projektleitung behalten. Der Jurist Peter Sturm sollte den Bereich Risiko- und Vertragsmanagement übernehmen. Harald Klein sollte weiter das Controlling des Projekts leiten. Leger wurde letztlich zum 1. September 2013 bestellt. Er war der fünfte Projektchef seit 1994.
Neben dem Unternehmen sollte ein Beirat eingerichtet werden, in dem vor allen Dingen externe Experten als Berater sitzen sollen. Am 19. Juni 2013 bestellte der Aufsichtsrat der Deutschen Bahn AG den nunmehr fünfköpfigen Projektbeirat. Zum Vorsitzenden wurde Herbert Lütkestratkötter bestellt, bis 2011 Vorstandsvorsitzender von Hochtief. Daneben wurden Klaus Grewe (u. a. Gesamtkoordinator der Baumaßnahmen der Olympischen Spiele 2012), der Professor Bernd Hillemeier, die Gewerkschafterin Regina Rusch-Ziemba sowie der Beamte Günther Hoffmann (Bundesverkehrsministerium) berufen. Der Beirat soll direkt an den Aufsichtsrat der Deutschen Bahn berichten.
Neben der Projektgesellschaft ist eine Vermögensgesellschaft (Asset-Gesellschaft) geplant, die die Finanzierungsbeiträge der Projektpartner verwalten soll. Die Projektkommunikation (Kommunikationsbüro) und das Turmforum sollen in einem eigenständigen Verein organisiert bleiben und nicht in die Projektgesellschaft eingebunden werden.

## Geschichte
Die Gesellschaft übernimmt die Projekte aus der DB ProjektBau. Zuvor, von 1996 bis 2001, war die DBProjekt GmbH Stuttgart 21 mit den beiden Projekten betraut. Die Gesellschaft ging in der DB Projekte Süd GmbH auf, die wiederum im Oktober 2003 mit anderen Gesellschaften zur DB ProjektBau GmbH verschmolzen wurde.
Der Vorstand der Deutschen Bahn beschloss am 28. Mai 2013 die Gründung der neuen Gesellschaft. Sie sollte zum 1. Juli 2013 gegründet werden. Der Gesellschaftsvertrag wurde am 9. Juli 2013 geschlossen und das Unternehmen am 24. Juli 2013 ins Handelsregister eingetragen. Die zehn Teilprojektleiter haben am Rande der Gründung der Gesellschaft ihre Büros direkt auf die Baustellen verlagert.
Am 2. Dezember 2013 wurde ein Beherrschungs- und Gewinnabführungsvertrag mit der Deutschen Bahn AG abgeschlossen.
Rund 200 Mitarbeiter der Deutschen Bahn wurden nach DB-Angaben zu vergleichbaren Konditionen in die Gesellschaft übernommen. Insgesamt soll die Belegschaft auf rund 400 Mitarbeiter ausgebaut werden. Ende 2014 beschäftigte das Unternehmen nach eigenen Angaben 365 Mitarbeiter. Das Unternehmen beschäftigte im April 2015 307 Mitarbeiter. Im Jahr 2015 sollten 100 Mitarbeiter eingestellt werden, in den Jahren 2016 und 2017 jeweils 200. Im September 2015 habe es 330 Mitarbeiter beschäftigt.
Mit Handelsregister-Eintrag vom 4. Februar 2015 schied Stefan Penn als Geschäftsführer aus. Die Funktion des technischen Geschäftsführers nimmt seit 1. Februar 2018 Olaf Drescher wahr. Die Geschäftsführung besteht damit wieder aus vier Personen. Mit dem Ausscheiden von Peter Sturm, zum 31. Dezember 2018, bestand die Geschäftsführung aus drei Personen.
Zum 1. Juli 2020 wurde Olaf Drescher zum Vorsitzenden der Geschäftsführung der Gesellschaft ernannt; sein Vorgänger Manfred Leger verblieb als stellvertretender Vorsitzender bei der DB PSU.
Ende April 2021 schied Leger altersbedingt aus; ihm folgte Michael Pradel. Zum 22. Oktober 2021 schied Harald Klein aus. Zum 24. Februar 2022 wurde Frank Meyer zum Geschäftsführer bestellt. Ihm folgte im Februar 2024 Peter Siefert, zudem wurde Heike Schweizer zur zusätzlichen Geschäftsführerin bestellt.
2024 lag die Zahl der Arbeitsplätze bei mehr als 500.